# Coriophora rufosutura
Coriophora rufosutura is een slakkensoort uit de familie van de Triphoridae. De wetenschappelijke naam van de soort is voor het eerst geldig gepubliceerd in 1958 door Laseron.